# 花溪记
《花溪记》，曾用剧名《月昭记》，中国大陆甜宠言情古裝剧。由爱奇艺、芭喜满满、华联映画联合出品，导演李玉磊执导，并且由邢菲、徐开骋领衔主演。该剧于2021年1月15日在横店开机，在2021年4月15日於橫店影視城殺青。於2023年9月16日在爱奇艺和芒果TV播出

## 播放平台
| 頻道   | 所在地   | 日期                  | 備註 |
| 爱奇艺 | 中国大陆 | 2023年9月16日-10月6日 |      |
| 芒果TV | 中国大陆 | 2023年9月16日-10月6日 |      |

## 演員表

### 主要演员
| 演員   | 角色         | 简介                                                          | 原版配音 |
| 邢菲   | 李初月(古代) | 本劇女主角 云蔚山莊的少莊主安景昭之妻，少夫人，李初陽的姐姐。 |          |
| 邢菲   | 李初月(現代) | 戲精少女，性格古靈精怪，夢想是設計師                          | 邢菲     |
| 徐开骋 | 安景昭       | 云蔚山莊的少莊主，李初月之夫，喜歡李初月。                    |          |

### 現代
| 演員   | 角色   | 简介                                         | 原版配音 |
| 易照博 |        | 李初月的爸爸                                 |          |
| 張莉   |        | 李初月的媽媽                                 |          |
| 简宇熙 | 李初阳 | 李初月的弟弟。                               |          |
| 陳政陽 | 顧清風 | 服裝設計師，李初月迷戀的男神。抄襲初月設計。 |          |
| 高魚兒 | 周美子 | 設計師總監，欺負李初月                       |          |
| 林森   | 周深   | 唐宋服裝設計總經理                           |          |
| 李天餘 | 喬老師 | 知名設計師，李初月在她底下做助理             |          |

### 上虞
| 演員   | 角色       | 简介                                                                                  | 原版配音 |
| 徐方舟 | 安景凌     | 本劇大反派 安景昭的同父異母弟弟，二少主，喜歡李初月，後來黑化謀害安景昭失敗被終身禁足 |          |
| 屈愉超 | 阿青       | 安景凌的貼身下屬                                                                      |          |
| 胡彩虹 | 沈夫人     | 安景凌的母親                                                                          |          |
| 盧勇   | 安成虎     | 安景昭的父親，雲蔚山莊莊主                                                            |          |
| 朱懷旭 | 老夫人     | 安景昭的祖母                                                                          |          |
| 杨亘   | 东华       | 安景昭的貼身下屬                                                                      |          |
| 奕安   | 离青       | 羽衛堂堂主，安景昭的下屬                                                              |          |
| 金珊   | 歡妹       | 離青的妹妹                                                                            |          |
| 師小玲 |            | 離青的母親                                                                            |          |
| 王偉華 | 周魏       | 雲蔚山莊二莊主，謀害安景昭及控制其父                                                  |          |
| 高曼爾 | 白芷       | 爱慕安景昭，鳳暖閣的大小姐，周魏的養女。                                              |          |
| 鄭沛琳 | 冰琴       | 周魏手下                                                                              |          |
| 葉超   | 元樹       | 安景昭的手下，實為周魏的細作                                                          |          |
| 张楚文 | 桃云       | 原為凌霄院的婢女，實為寒水派的寒綰卿                                                  |          |
| 胡釋之 | 寒水派掌門 | 桃云的哥哥                                                                            |          |
| 閆範宇 | 夜明       | 寒水派徒弟                                                                            |          |
| 張超   | 夜空       | 寒水派徒弟                                                                            |          |
| 張蘇   | 夜天       | 寒水派徒弟                                                                            |          |
| 李博   | 魔花谷谷主 | 魔教，李初月的朋友喜歡聽故事，擁有珍貴的靈珠草                                        |          |
| 周炎   | 玄風大師   | 幫助過老夫人及安景昭                                                                  |          |
| 梁國榮 | 月溟長老   | 魔教，擁有月溟神劍，把害人鬥轉星移藏起來，因意外也跑到現代                            |          |
| 王艺诺 | 红绯       | 女魔頭，使用九毒鞭，後來幫助安景昭                                                    |          |
| 書亞信 | 月歌       | 風月坊的彈琵琶樂師，喜歡红绯                                                          |          |
| 王筠清 | 居五堂     | 最厲害的刺繡師傅，不喜歡熱鬧，喜歡聽月歌彈曲                                          |          |
| 耿大勇 | 洛神醫     |                                                                                       |          |
| 王朋利 | 竹茂青     |                                                                                       |          |
| 王藝明 | 諸風       |                                                                                       |          |

## 电视剧歌曲
| 曲序 | 曲目                 | 词曲           | 编曲   | 演唱           |
| ---- | -------------------- | -------------- | ------ | -------------- |
| 1.   | 種相思（片头曲）     | 童思傑、三喜   | 三喜   | 銀臨           |
| 2.   | 遙遠的距離（片尾曲） | 王明毓、王梓同 | 王子操 | 王野           |
| 3.   | 時空戀人（插曲）     | 王明毓、和匯慧 | 胡博   | 楊胖雨、康子奇 |
| 4.   | 共遊人間（插曲）     | 王明毓、和匯慧 | 王子操 | 葉炫清         |